# رباط چاه سالار
رباط چاه سالار مربوط به دوره قاجار است و در شهرستان میان‌جلگه، روستای چاه سالار واقع شده و این اثر در تاریخ ۱۰ خرداد ۱۳۸۲ با شمارهٔ ثبت ۸۹۵۷ به‌عنوان یکی از آثار ملی ایران به ثبت رسیده است.